# Topolino e l'uomo di Altacraz
Topolino e l'uomo di Altacraz è una storia del 1963 realizzata dal cartoonist veneziano Romano Scarpa e inchiostrata da Giorgio Cavazzano. È stata pubblicata sui numeri 380 e 381 di Topolino del 10 e 17 marzo dello stesso anno.

## Trama
La storia si apre con alcune vignette che mostrano un misterioso individuo (di cui si vede solo il profilo) che si appresta a terminare e a collaudare una sua invenzione, un marchingegno che registra i pensieri altrui. Subito dopo si assiste alla scarcerazione di un personaggio singolare, Geronimo, inventore di uno strumento musicale dal suono orribile, l'imbutofono; in viaggio verso una nuova vita, Geronimo si imbatte in Topolino, che dopo averlo salvato da una mandria di mucche e dal loro furioso allevatore, lo ospita in casa sua.
Per permettere a Geronimo di potersi esercitare col proprio strumento, Topolino e il suo ospite applicano dei pannelli isolanti alle pareti del garage, dove il musicista temporaneamente alloggia. Quella sera Topolino riceve la visita del Commissario Basettoni che, preoccupato per l'evasione del criminale Dick Scassina, decide di non rivelare la notizia all'amico, si fa offrire un panino e se ne va.
Il giorno dopo Basettoni si reca nuovamente a casa dell'amico, con in mano una copia del giornale di quella mattina; crede infatti che Topolino abbia riferito la notizia dell'evasione, che doveva rimanere segreta, ai giornali. Topolino però controbatte che la sera precedente il Commissario non gli aveva riferito nulla!
Sbalordito, Basettoni è costretto a rimangiarsi tutto e accetta di ascoltare la sinfonia di imbutofono composta da Geronimo la notte precedente; Topolino intima al Commissario di non entrare nel suo garage e ascoltare l'opera del musicista, ma è troppo tardi: la serranda è ormai abbassata e i due rimangono chiusi lì dentro assieme all'"imbutofonista", il quale, appena da fiato allo strumento, comincia a produrre una soave musica completamente diversa da quella del giorno prima.
Presi dal dolce suono, Topolino e Basettoni rimangono in ascolto, estasiati, per quindici minuti: dopodiché pensano tra sé e sé ai diversi impegni che gli aspettano, decidendo di telefonare in seguito, rispettivamente, al droghiere per ordinare un etto di cotechino, e all'Ispettore Manetta per farsi venire a prendere. Ma dopo qualche minuto Manetta irrompe nel garage di Topolino, sfondando la serranda con la volante, e subito dopo giunge un fattorino con il compito di consegnare al padrone di casa il cotechino: entrambi affermano di essere stati chiamati poco tempo prima. Topolino e il Commissario rimangono perplessi, convincendosi di aver chiamato i due in precedenza. Subito dopo, Geronimo riceve un invito dal fantomatico Mister Magus, direttore di una prestigiosa accademia musicale e possessore del preziosissimo zufolo di Buddha.
Topolino e Geronimo si recano all'accademia musicale dove il musicista fa un'audizione, giudicata dal pappagallo di Mister Magus orribile.
Terminata l'audizione,i due si recano fuori dall'edificio, ma ad un certo punto Geronimo decide di rientrare dentro per dire "quattro parole" a Magus.
All'improvviso giunge all'accademia Basettoni, chiamato per il furto dello zufolo di Buddha; mentre entra, viene travolto da Geronimo che, impossessatosi di un'auto, si dà alla fuga.
Topolino e il Commissario si lanciano all'inseguimento, che termina alla centrale di polizia dove Geronimo è andato a costituirsi credendo di aver ucciso il pappagallo che impersonava il suo proprietario, Mister Magus. Si scopre inoltre che il musicista è un ex galeotto(informazione tenuta segreta da Geronimo), ma anche dopo questa scoperta, continua a ritenersi estraneo al furto dello zufolo, del quale è accusato.
Topolino esce dalla centrale e recupera l'imbutofono dall'auto rubata da Geronimo, poco prima che questa venga distrutta da un elefante di un circo di passaggio.
Avviandosi verso casa, Topolino è protagonista di diversi incidenti, colti quasi a separarlo dallo strumento.
Giunto a casa, Topolino apre la sacca dello strumento per vedere se ci fosse dell'acqua, avendola ripescata dopo che era caduta in mare durante uno di questi singolari incidenti, e vi scopre il marchingegno capta-pensieri apparso all'inizio della storia.
A quel punto Topolino non ha più dubbi. Il ladro è proprio Geronimo: ha utilizzato il capta-pensieri celato nell'imbutofono per ottenere la combinazione della cassaforte contenente lo zufolo. Ma ad un certo punto, Topolino si ricorda dell'episodio avvenuto la mattina precedente: se Geronimo avesse captato i pensieri suoi e di Basettoni mentre erano nel garage, non essendosi mosso da quell'ambiente, come avrebbe potuto chiamare Manetta e il droghiere?
Topolino comprende quindi che Geronimo è, molto probabilmente,una pedina inconsapevole nel piano di una "grande mente", della quale, presume, riceverà una visita. E così avviene: un tizio che afferma di essere il vicino di casa di Topolino si presenta a casa di quest'ultimo, per recuperare il capta-pensieri, nascosto però da Topolino stesso, che riesce a far arrestare il criminale. Questi poi si rivela essere l'evaso Dick Scassina detto "Genio".
Il criminale, anche lui inquilino per un certo tempo del carcere di Altacraz (come Geronimo), aveva nascosto all'insaputa del musicista il capta-pensieri nell'imbutofono. Dopo aver acquistato un villino vicino quello di Topolino, aveva seguito tutte le mosse di quest'ultimo e di Geronimo, e rubato lo zufolo di Buddha. Assolto dall'accusa, Geronimo è nuovamente libero e vende il proprio imbutofono a Mister Magus in persona per 100.000 dollari e con il permesso di suonarlo una volta ogni tre mesi.